# Анте Мариновић
Анте Мариновић (рођен 1947) је српски вајар.

## Биографија
Рођен је 1947. године у Вела Луци. Завршио је школу за примењене уметности у Сплиту и дипломирао је на Факултету ликовних уметности Универзитета уметности у Београду. У школи „Асмаве” у Верони је стекао звање мајстор камена. Током студија је путовао у Француску и Холандију. Самостално је излагао у Вела Луци 1965, 1966. и 1967, Корчулу 1969. и Београду 1973. и 1976. године. Учествовао је на Међународним сусретима уметника у Вела Луци 1968, 1970. и 1972, групној изложби ликовних остварења Вела Луке, изложби студената Универзитета у Београду и изложби изабраних и награђених радова на конкурсу СКСОС у Београду 1968, изложби цртежа и слика са Ореб Извором и изложби младих Корчулана у Сомбору 1969, изложби пројеката Међународног сусрета уметника у Вела Луци 1971, Јесењој изложби УЛУС-а 1972, изложби чланова УЛУС-а у Марибору, изложби новопримљених чланова УЛУС-а 1972, изложби УЛУС-а 1972, 1973, 1975. и 1976, Мајској изложби у Новом Београду, Бијеналу младих у Ријеци 1973. и 1975, Октобарском салону 1973—1977, изложби Уметничке колоније Ечке 1973, Мајском салону у Паризу 1974, 1975. и 1976, изложбама „Простор” 1974, 1975. и 1976, изложбама „Цртеж и мала пластика” 1974. и 1976, Јесењем и интернационалном салону у Бања Луци и Симпозијуму Бели Венчац 1975. и изложбама „Млада југословенска уметност” у Тунису и Мароку 1977. године. Аутор је преко четрдесет скулптура у јавном простору, израђује их од гранита и мермера. Његова фонтана се налази у дворишту бање „Калос” у Вела Луци. Добитник је многобројних међународних признања за своје скулптуре, прве награде за скулптуру на конкурсу ЦКСОС, прве награде за скулптуру на изложби „Војници ликовни уметници” 1974, друге награде за цртеж на изложби „Свет у коме живимо” и премије за нефигурацију на Јесењем и интернационалном салону у Бања Луци 1975, Златног длета УЛУС-а, награде за скулптуру на Октобарском салону и награде за реализацију скулптуре на изложби „Простор” 1976. године. Његови радови се налазе у збиркама многих признатих музеја и галерија у целом свету, међу којима су Музеј савремене уметности у Београду и музеј Крагујевца. Члан је Управног одбора директора Међународног удружења вајара монументалних скулптура.